# Chronik der Stadt Düren/1101–1300
Diese Liste ist eine Teilliste der Chronik der Stadt Düren. Sie listet datierte Ereignisse des 12. und 13. Jahrhunderts in Düren auf. 

## 1124
- Die Errichtung von Befestigungsanlagen in Form von Wällen und Gräben in Düren beginnt.

## 1200
- Der Turm der Kapelle in Distelrath wird erbaut.

## 1208
- 3. Juni: König Philipp urkundet in Düren.

## 1210
- Das Johanniterhaus in der Weierstraße – noch 1634 auf dem Hollarschen Stadtbild vermerkt – wird gebaut.

## 1212
- Düren wird als Stadt befestigt (Bau der Stadtmauer), siehe Dürener Stadtbefestigung.

## 1226
- März: Zollprivileg Heinrichs, des Sohnes Kaiser Friedrich II., für die von 'Duyren' (Düren).

## 1240
- Düren wird wahrscheinlich zur Reichsstadt erhoben.

## 1241–1242
- Düren steht an 13. Stelle in der Steuerliste der königlichen Städte und Dörfer, also war Düren eine der reichsten Städte.

## 1242
- März: Verpfändung Dürens durch Kaiser Friedrich II. an Graf Wilhelm IV. von Jülich für 1000 Mark.

## 1246
- 12. Dezember: König Konrad verpfändet Graf Wilhelm IV. von Jülich die Stadt Düren für 1000 Mark.

## 1250
- Baubeginn der vierten St. Martinkirche.

## Um 1250
- Düren wird im Liber valoris als Pfarre erwähnt.

## 1252
- Anselm von Drove, Vogt von Düren, gründet das Wilhelmitenkloster „Zum Paradies“ im Hämmerchensgäßchen (jetzt Schlossereibetrieb).

## 1261
- Erste Erwähnung der Pleußmühle
- Erste urkundliche Erwähnung eines Stadttores, nämlich des Holztores, und der Schöffen.

## 1270
- Das St. Martinsrelief aus der Annakirche (früher Marienkirche) entsteht.

## 1278
- 4. April: Erstes Dürener Stadtsiegel (Königssiegel) nachweisbar.
- 4. April: Düren unterwirft sich der Staatshoheit des Erzbischofs Siegfried von Köln.

## 1290
- Erste urkundliche Erwähnung der Johanniter-Kommende in Velden (heute Veldener Hof).

## 1300
- Der Hof „van Duren“ wird mit einem Waldrecht verzeichnet (Vorgänger des Courtenbachhofes, früher Oberstraße).